# Sophie Dodemont
Sophie Dodemont (n. 30 august 1973, Pont-Sainte-Maxence, Picardie⁠(d), Franța) este o sportivă ce a reprezentat Franța, medaliată olimpică. A participat la o ediție a Jocurilor Olimpice (2008) în care a câștigat o medalie de bronz.